# Junges Duisburg
Junges Duisburg (kurz JUDU) ist eine kommunale Wählergemeinschaft in Duisburg (Deutschland). Sie wurde am 15. Mai 2009 gegründet.

## Entwicklung

### Kommunalwahl 2009
Bereits drei Monate nach seiner Gründung trat Junges Duisburg bei den Kommunalwahlen am 30. August 2009 an. Obwohl die Wählergruppe aufgrund der Kürze der Zeit nur in 22 der damals 37 Wahlbezirke einen eigenen Kandidaten aufstellen konnte, erreichte sie aus dem Stand heraus mit 1858 Stimmen (1,12 %) ein so gutes Ergebnis, dass Stephan Wedding (damals: Krebs) in den Rat der Stadt einziehen konnte.
Auch bei den Wahlen zur Bezirksvertretung war Junges Duisburg in zwei der sieben Stadtbezirke angetreten, erreichte dort aber nicht die nötigen Stimmen für ein Mandat (Duisburg-Mitte 590 Stimmen/1,61 %; Duisburg-Süd 783 Stimmen/2,37 %).
JUDU bildete mit DAL (Ratsherr Rainer Grün) und SGU (Ratsherr Karlheinz Hagenbuck) die Ratsfraktion Duisburger Wählergemeinschaften (kurz DWG).
Junges Duisburg stellte insgesamt fünf Mitglieder, vier stellvertretende Mitglieder, drei sachkundige Einwohner und zwei stellvertretende sachkundige Einwohner in neun Ratsgremien (Haupt- und Finanzausschuss / Rechnungsprüfungsausschuss / Ausschuss für Wirtschaft, Stadtentwicklung und Verkehr / Kulturausschuss / Schulausschuss / Umweltausschuss / Jugendhilfeausschuss / Betriebsausschuss Immobilien-Management Duisburg / Betriebsausschuss Duisburg Sport).

### Kommunalwahl 2014
Bei den Kommunalwahlen am 25. Mai 2014 trat Junges Duisburg in allen inzwischen nur noch 36 Duisburger Wahlbezirken an und war mit 3030 Stimmen (2,08 %) die einzige der bislang im Rat vertretenen Parteien bzw. Wählergruppen, welche die Zahl ihrer absoluten Stimmen steigern konnte. Mit Stephan Wedding (damals: Krebs) und Oliver Beltermann waren fortan zwei JUDU-Ratsherren im Rat der Stadt vertreten.
Junges Duisburg war auch bei den Wahlen zu den Bezirksvertretungen in allen sieben Stadtbezirken angetreten, erreichte dabei aber nur in Duisburg-Süd – dort jedoch deutlich – mit 1256 Stimmen (4,31 %) genügend Stimmen für ein Mandat, das von Frederik Engeln wahrgenommen wurde. Den Einzug in die anderen Bezirksvertretungen (Duisburg-Hamborn 188 Stimmen/1,28 %; Duisburg-Homberg/Ruhrort/Baerl 218 Stimmen/1,68 %; Duisburg-Meiderich/Beeck 249 Stimmen/1,60 %; Duisburg-Rheinhausen 307 Stimmen/1,22 %; Duisburg-Walsum 315 Stimmen/2,23 %) verfehlte Junges Duisburg, in Duisburg-Mitte (934 Stimmen/2,76 %) jedoch knapp um acht Stimmen.
Zusammen mit dem Wählerbündnis DAL (Ratsherr Rainer Grün) bildete Junges Duisburg die gemeinsame Ratsfraktion Junges Duisburg/DAL. Die Geschäftsstelle befindet sich in Rathausnähe auf der Straße Kuhlenwall im Haus Nummer 12. Hauptberuflicher Geschäftsführer war bis Mitte Januar 2020 Dirk Sodenkamp, dann Dr. Rolf Winkelmann.
Junges Duisburg war mit neun Mitgliedern, 13 stellvertretenden Mitgliedern, einem sachkundigen Einwohner und einem stellvertretenden sachkundigen Einwohner in zwölf Ratsgremien vertreten (Haupt- und Finanzausschuss / Rechnungsprüfungsausschuss / Jugendhilfeausschuss / Kulturausschuss / Ausschuss für Wirtschaft, Stadtentwicklung und Verkehr / Personal- und Verwaltungsausschuss / Umweltausschuss / Betriebsausschuss Duisburg Sport / Betriebsausschuss für das Immobilien-Management Duisburg / Wahlprüfungsausschuss / Seniorenbeirat / Integrationsrat).

### Oberbürgermeisterwahl 2017
Für die Oberbürgermeisterwahl am 24. September 2017 stellte Junges Duisburg gemeinsam mit der CDU, Bündnis 90/Die Grünen und der Wählergemeinschaft Bürgerlich-Liberale den parteilosen Gerhard Meyer als Oberbürgermeisterkandidat auf, der sich aber mit nur 25,73 % nicht gegen SPD-Amtsinhaber Sören Link durchsetzen konnte, der im ersten Wahlgang schon 56,88 % der Stimmen erhielt.

### Kommunalwahl 2020
Bei den Kommunalwahlen am 13. September 2020 konnte Junges Duisburg das Ergebnis erneut steigern und zog mit 4091 Stimmen (2,93 %) in Fraktionsstärke in den Duisburger Stadtrat ein. Vertreter sind Stephan Wedding, Oliver Beltermann und Frederik Engeln.
Bei den Wahlen zu den Bezirksvertretungen reichte es in Duisburg-Süd (1810 Stimmen/6,25 %; Bezirksvertreter Christian Aps), Duisburg-Mitte (1097 Stimmen/3,42 %; Bezirksvertreter Marcel Witt) und Duisburg-Walsum (415 Stimmen/3,04 %; Bezirksvertreter Peter Rosinski) zum Einzug je eines Einzelvertreters in die Bezirksrathäuser. Bei den Wahlen zu anderen Bezirksvertretungen konnte das Wählerbündnis die Ergebnisse zwar ebenfalls steigern (Duisburg-Homberg/Ruhrort/Baerl 364 Stimmen/2,90 %; Duisburg-Meiderich/Beeck 332 Stimmen/2,37 %; Duisburg-Hamborn 283 Stimmen/2,06 %; Duisburg-Rheinhausen 465 Stimmen/1,93 %), jedoch reichte es dort nicht zum Einzug in eine der Bezirksvertretungen.

## Organisation
Oberstes Organ ist der Parteitag, der als Versammlung aller Mitglieder durchgeführt wird. Zu seinen Aufgaben gehört unter anderem die Wahl des Kreisvorstandes, der aus dem Vorsitzenden, zwei Stellvertretern, einem Schatzmeister, einem Schriftführer und vier Beisitzer besteht und jeweils für die Dauer von zwei Jahren gewählt wird.
Für Mitglieder ab dem 40. Lebensjahr besteht innerhalb des Wählerbündnisses die Arbeitsgemeinschaft Junges Duisburg 40plus (kurz: AG JUDU 40plus).
Die Möglichkeit, Ortsverbände analog zu den sieben Stadtbezirken zu gründen, sieht die Satzung zwar vor, diese sind aber bislang noch nicht errichtet. Allerdings gibt es Arbeitskreise für den Norden (Stadtbezirke Walsum, Hamborn, Meiderich/Beeck), die Mitte, den Süden und den Westen (Stadtbezirke Homberg/Ruhrort/Baerl und Rheinhausen).

## Programm (Auswahl)
Einige zentrale kommunalpolitische Forderungen von JUDU sind:
- Senkung der Gewerbesteuer auf ein verträgliches Maß, um Investoren zu generieren und neue Arbeitsplätze in der Stadt zu schaffen
- Verkleinerung von Rat und Bezirksvertretungen, um auch bei der Politik zu sparen
- Vergabe städtischer Führungspositionen nicht nach Parteimitgliedschaft, sondern nach Kompetenz
- Bessere Anbindung des Innenhafens an den ÖPNV sowie Ausbau der Nachtbuslinien
- Stärkung der Jugendkultur durch Förderung von Streetart und Jugendtheater
- Interkommunale Zusammenarbeit
- Entwicklung Duisburgs zur echten Universitätsstadt
- Ausbau der Infrastruktur und Beseitigung der Asphaltschäden
- Kostenlose KITA-Plätze und kostenloses Mittagsessen an Ganztagsschulen
- Hochgeschwindigkeitsinternet in ganz Duisburg
- Sicherheit und Ordnung verbessern durch eine vollwertige Polizeiwache in jedem Stadtbezirk und Ordnungspartnerschaften von Polizei und Ordnungsamt
- Einführung eines Kultur- und Familienpasses
- Förderung der Integration, indem Zuwanderer die deutsche Sprache erlernen